# العضلات الباسطة الخارجية لليد
تقع العضلات الباسطة الخارجية لليد على الوجه الخلفي للساعد وتمتلك أوتار طويلة تصلها بعظام اليد، حيث تمارس عملها. يشير وصفها بـالخارجية إلى تموضعها خارج اليد. تشير كلمة الباسطة إلى عملها، إذ تبسط أو تفتح مفاصل اليد. تشمل هذه العضلات العضلة الكعبرية الطويلة باسطة الرسغ (إي سي آر إل)، والعضلة الكعبرية القصيرة باسطة الرسغ (إي سي آر بي)، والعضلة باسطة الأصابع (إي دي)، والعضلة باسطة الخنصر (إي دي إم)، والعضلة الزندية باسطة الرسغ (إي سي يو)، والعضلة الطويلة المبعدة لإبهام اليد (أيه بّي إل)، والعضلة القصيرة المادة لإبهام اليد (إي بّي بي)، والعضلة الطويلة المادة لإبهام اليد (إي بّي إل)، والعضلة المخصوصة الباسطة للسبابة (إي آي).

## المنشأ
تمتلك العضلة الكعبرية الطويلة الباسطة للرسغ المنشأ الأقرب بين العضلات الباسطة الخارجية لليد. تنشأ أقصى العضلة العضدية الكعبرية من الحرف الوحشي فوق اللقمة العضدية للعضد، والحجاب بين العضلي الوحشي، ومن عدة ألياف من اللقيمة الوحشية للعضد. إلى الجهة القاصية، تنشأ العضلات الكعبرية القصيرة الباسطة للرسغ وباسطة الأصابع وباسطة الخنصر والزندية الباسطة للرسغ من اللقيمة الوحشية عبر الوتر الباسط المشترك. تمتلك العضلة الكعبرية القصيرة الباسطة للرسغ منشأ إضافيًا من الرباط الكعبري الجانبي، وتمتلك الزندية الباسطة للرسغ منشأ إضافيًا أيضًا من الحافة الظهرية للزند (تشترك مع المثنية الزندية للرسغ والمثنية العميقة للأصابع)، وتنشأ العضلات الأربع أيضًا من لفافات مختلفة. بالانتقال إلى القسم القاصي، تتواجد العضلات الطويلة المبعدة لإبهام اليد والقصيرة المادة لإبهام اليد والطويلة المادة لإبهام اليد والمخصوصة الباسطة للسبابة. تنشأ العضلة الطويلة المبعدة للإبهام من القسم الوحشي للسطح الظهري لجسم الزند تحت مرتكز العضلة المرفقية ومن الثلث الأوسط للسطح الظهري لجسم الكعبرة. تنشأ العضلة القصيرة المادة لإبهام اليد من الكعبرة أقصى العضلة الطويلة المبعدة للإبهام ومن السطح الظهري للكعبرة. تنشأ العضلة الطويلة المادة لإبهام اليد من السطح الظهري للزند أما المخصوصة الباسطة للسبابة فتنشأ من الثلث القاصي لجسم الزند. تتمتع العضلات الطويلة المبعدة للإبهام والقصيرة المادة لإبهام اليد والطويلة المادة لإبهام اليد والمخصوصة الباسطة للسبابة بمنشأ إضافي من الغشاء بين العظمين.

## السير
تشكل العضلتان الكعبريتان الطويلة والقصيرة الباسطتان للرسغ (مع العضدية الكعبرية) الحيز الوحشي. تنتهي أليافهما العضلية في الثلث العلوي والثقبة الوسطى على التوالي، وتستمر على شكل أوتار مسطحة على طول الجانب الوحشي من الكعبرة، أسفل العضلة الطويلة المبعدة لإبهام اليد والعضلة القصيرة المادة لإبهام اليد. تمر الأوتار بعد ذلك أسفل قيد الباسطات والرباط الرسغي الظهري، حيث تتوضع في ثلم على الوجه الخلفي للكعبرة، خلف الزائدة الإبرية مباشرة، وتكمل إلى حيز الأوتار الثاني. تنقسم العضلة الباسطة للأصابع إلى أربعة أوتار تمر مع أوتار العضلة المخصوصة الباسطة للسبابة إلى حيز الأوتار الرابع للرباط الرسغي الظهري. على ظهر اليد، تتشعب أوتار العضلة الباسطة للأصابع لتذهب إلى الأصابع وينضم وتر العضلة المخصوصة الباسطة للسبابة إلى الجانب الزندي لأحد أوتار باسطة الأصابع على طول الجانب الخلفي من إصبع السبابة. يشابه سير العضلة باسطة الخنصر سير العضلة المخصوصة الباسطة للسبابة، وتختلف عنها بأنها تتبع وتر باسطة الأصابع على طول الخنصر. تعبر العضلة الزندية الباسطة للرسغ من الجانب الوحشي للثقبة إلى الأنسي. تمر العضلتان الطويلة المبعدة لإبهام اليد والقصيرة المادة لإبهام اليد بصورة مائلة إلى الأسفل والوحشي، وتنتهي بأوتار تمر عبر ثلم على الجانب الوحشي من النهاية السفلية للكعبرة. يعبر وتر العضلة الطويلة المادة لإبهام اليد عبر الحيز الثالث ويتوضع في ثلم ضيق مائل على الوجه الخلفي للنهاية السفلية للكعبرة.